# Club de Remo Aita Mari

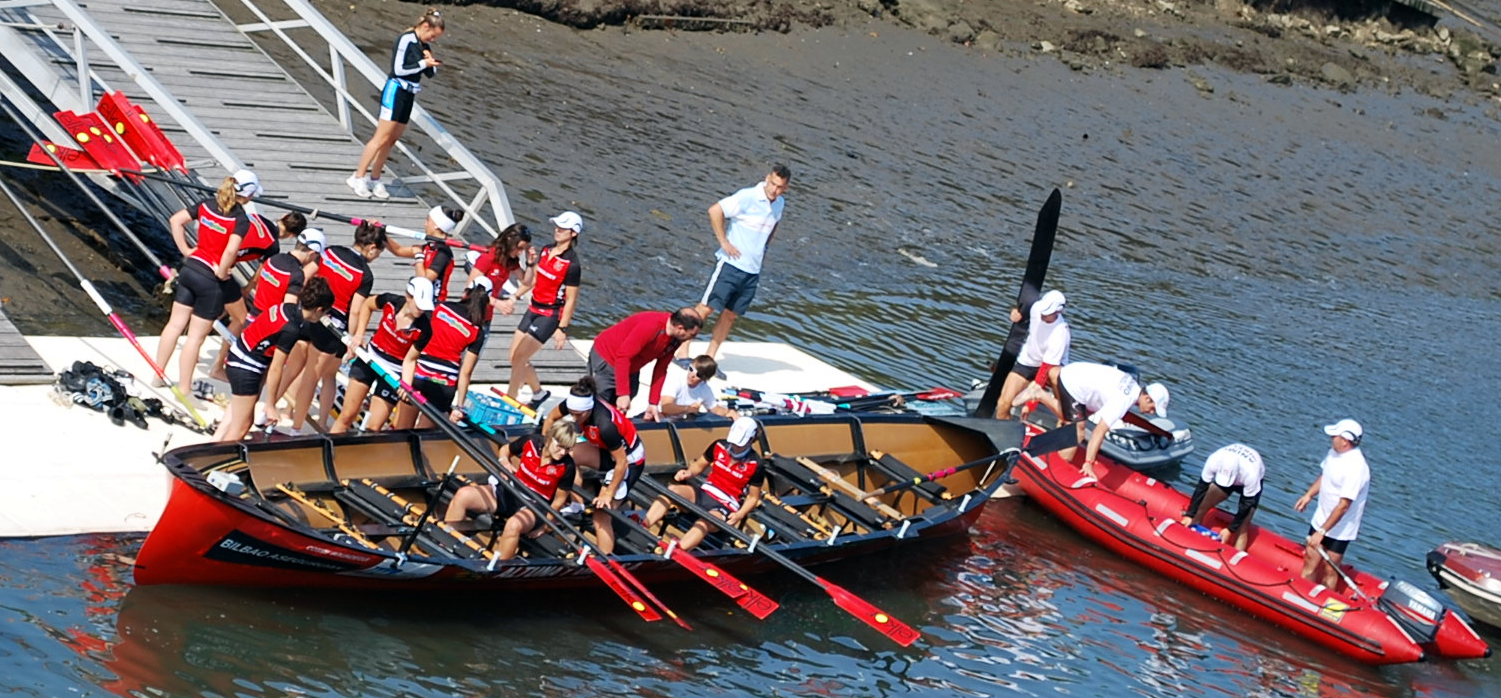
Embarque de una trainera del equipo en 2011

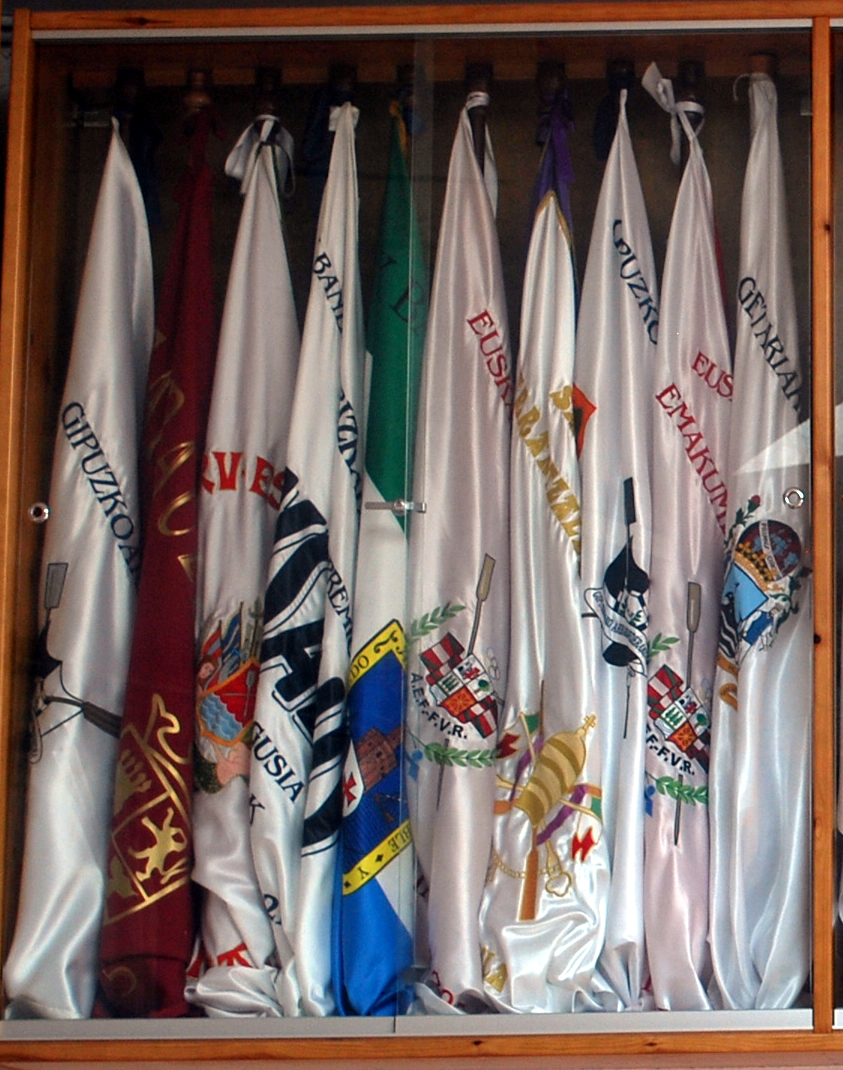
Banderas obtenidas por el club

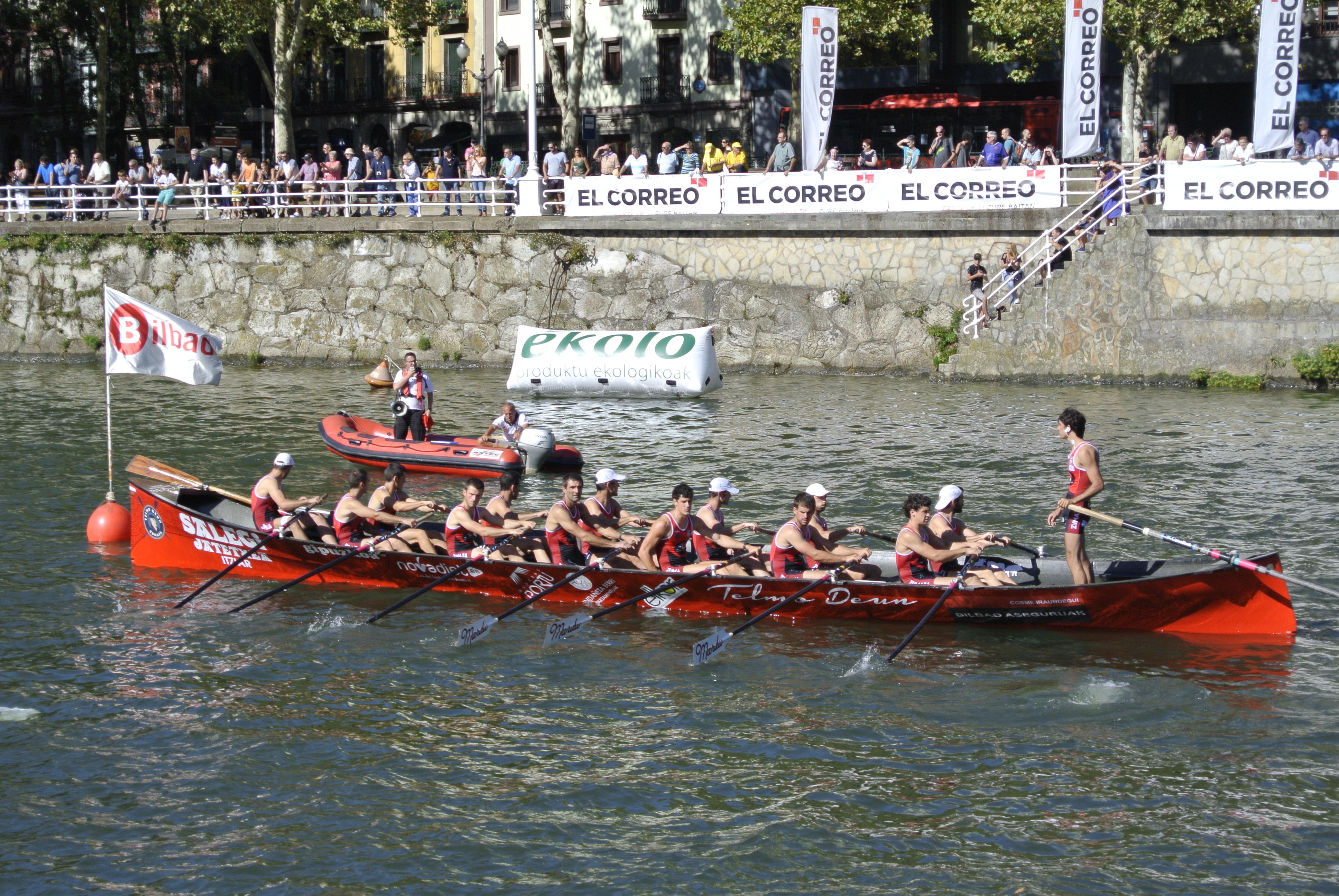
Trainera del club en la regata Villa de Bilbao

Aita Mari Arraun Elkartea es un club de remo de la localidad Guipuzcoana de Zumaya. Su nombre (en euskera Club de Remo Aita Mari) es un homenaje al marino local del siglo XIX José María Zubía, alias Aita Mari, famoso por realizar numerosos salvamentos marítimos.
Fue fundado el 5 de agosto de 1975. Su color es el rojo y su trainera se llama la Telmo Deun (San Telmo en euskera). Sus mayores éxitos deportivos se vivieron en los años 1980 con la consecución de dos Banderas de la Concha.
En 2005 conquistó la Liga Vasca (precursora de la Liga ARC) ascendiendo a la Liga ACT en la que milita desde entonces.

## Palmarés
- 3 Banderas de la Cruz Roja (Castro-Urdiales): 1979, 1981 y 1984.
- 5 Banderas Villa de Bilbao: 1981, 1984, 1985, 1986 y 1987.
- 1 Campeonato del País Vasco de Traineras: 1984.
- 5 Campeonatos de Guipúzcoa de Traineras: 1981, 1983, 1984, 1985, 1987.
- 2 Trofeos Portus Amanus: 1982 y 1984.
- 3 Banderas de Santurce: 1982, 1984 y 1987.
- 1 Bandera de Bermeo: 1982.
- 3 Banderas de Zarauz: 1982, 1984 y 2005.
- 6 Banderas Ciudad de Castro Urdiales: 1983, 1984, 1985, 1987, 1989 y 1992.
- 2 Grandes Premios de El Corte Inglés (Bilbao): 1983 y 1984.
- 3 Grandes Premios del Nervión: 1983, 1984 y 1986.
- 7 Banderas de Santoña: 1983, 1984, 1985, 1987, 1988, 1989 y 2000
- 1 Bandera pro-damnificados por las riadas: 1983.
- 3 Campeonatos de España de Traineras: 1983, 1984 y 1987.
- 2 Banderas de la Concha: 1984 y 1987.
- 1 Trofeo Cruz Roja del Mar de San Sebastián: 1984.
- 3 Banderas Petronor: 1984, 1985 y 2005.
- 3 Banderas de Guecho: 1984, 1985 y 1989.
- 1 Bandera de Fuenterrabía: 1984.
- 2 Banderas de Pasajes: 1984 y 1985.
- 1 Campeonato del País Vasco de Traineras: 1984.
- 2 Banderas de Portugalete: 1984, 1985 y 1992.
- 3 Banderas de Sestao: 1985, 1986 y 1989.[2]
- 1 Bandera Pryca: 1985.
- 3 Banderas de Lequeitio: 1985, 1987 y 1988.
- 1 Trofeo Federación Vasca de Traineras: 1985.
- 2 Grandes Premios Seat: 1986 y 1987.
- 2 Banderas de Zumaya: 1986 y 2005.
- 1 Regata interclubs del País Vasco: 1986.
- 1 Bandera de Ondárroa: 1987.
- 2 Grandes Premios de Astillero: 1987 y 1988.
- 1 Bandera Teresa Herrera: 1987.
- 1 Bandera Príncipe de Asturias: 1987.
- 1 Bandera del Real Astillero de Guarnizo: 1988.
- 2 Banderas de Elanchove: 1988 y 1989.
- 1 Bandera de El Corte Inglés (Vigo): 1988.
- 1 Gran Premio Diputación de Cantabria: 1989.
- 1 Bandera de Erandio: 1990.
- 1 Bandera de La Rioja: 1997.
- 2 Banderas Ría del Asón: 1994 y 2000.
- 1 Bandera Cofradía de Pescadores: 2005.
- 1 Bandera de Pasajes: 2005.
- 1 Bandera del Club de Remo Ondárroa: 2005.
- 1 Bandera del Club de Remo Getaria: 2005.
- 1 Bandera de Laredo: 2005.
- 1 Bandera Excmo. Ayto. de Santoña: 2005.
- 1 Play Off Liga ACT: 2005 y 2015.